# Sitio clasificado de los Montes de Santa Olaia y Ferrestelo
El Sitio Clasificado de los Montes de Santa Olaia y Ferrestelo fue creado por el Decreto-Ley nº 394/91 de 11/10/1991, con el objetivo de proteger y conservar los valores naturales, científicos y culturales en él contenidos, un uso sostenido del territorio y la promoción y diseminación de la educación ambiental.
El Monte de Ferrestelo, donde se encuentra Castro de Santa Eulália o Olaia, es un lugar  clasificado de Interés Público desde 1954. Fue el arqueólogo figueirense António de Santos Roca (1853-1910), quien aquí hizo las primeras excavaciones. Encontró monumentos y objetos que prueban el poblamiento del lugar desde la Edad del Hierro. Los objetos están expuestos en el Museo Municipal Santos Roca, en Figueira de la Foz.
En el lugar protegido que aún una pequeña capilla. Se encuentra sin actividad, excepto en la romería del 24 de julio en honra de Santa Eulalia. Situada en el monte, la vista sobre los arrozales del Río Mondego es deslumbrante.